# Wrona jednobarwna
Wrona jednobarwna (Corvus unicolor) – gatunek średniej wielkości ptaka z rodziny krukowatych (Corvidae). Zamieszkuje indonezyjską wyspę Peleng. Jest krytycznie zagrożona wyginięciem.

## Systematyka
Gatunek został po raz pierwszy opisany naukowo w 1900 roku na łamach „Bulletin of the British Ornithologists’ Club” przez Waltera Rothschilda i Ernsta Harterta, w oparciu o dwa spreparowane okazy odłowione na Wyspach Banggai przez tubylców. Wówczas nadano mu nazwę naukową Gazzola unicolor. W publikacji wskazano na jego podobieństwo do wrony białoszyjej (pierwotnie pod nazwą Gazzola typica) pod względem budowy i wielkości ciała. Różnice między taksonami to odmienna barwa podstaw czarnych piór (w przypadku wrony białoszyjej mają kolor biały, u wrony jednobarwnej szary) oraz fakt, że u wrony jednobarwnej upierzenie jest w całości czarne. Obecnie oba gatunki zaliczane są do rodzaju Corvus. Nie wyróżnia się podgatunków.
Etymologia nazwy naukowej: nazwa rodzajowa i epitet gatunkowy wywodzą się z łaciny (corvus – kruk, unicolor, unicoloris – jednobarwny, jednolity, jednakowy).

## Charakterystyka

### Wymiary ciała
Podawana masa ciała wrony jednobarwnej to ok. 175 g.
Poniższe dane pochodzą z pomiarów dokonanych na dwóch osobnikach, których płci nie określono.
- całe ciało: 39 cm
- skrzydło: 21 cm i 21,3 cm
- ogon: 10,5 cm i 11,1 cm
- skok: 4,1 cm i 4,4 cm
- dziób: 4,6 cm[10]

### Wygląd zewnętrzny
Dziób średniej długości, lekko zakrzywiony, o czarnej barwie i mocnej budowie. Ogon o płaskiej, prawie kwadratowej końcówce, średniej długości. Upierzenie czarne, na grzbiecie i szyi może mieć brązowy połysk mniej widoczny u młodych osobników. Szyja, lotki pierwszorzędowe i spodnia część ciała ciemnopopielate. Nogi czarne. Tęczówki o jasnej barwie. Gdy skrzydła są złożone, wystają około 1–2 cm ponad końcówkę ogona.

## Zasięg występowania
Wrona jednobarwna zamieszkuje indonezyjską wyspę Peleng; być może występowała także na sąsiedniej wyspie Banggai (obie wchodzą w skład archipelagu Banggai). 

## Tryb życia i zachowanie
Według udokumentowanych przypadków spotkania wrony jednobarwnej, przedstawiciele tego gatunku występują na wysokościach do 900 m n.p.m., przede wszystkim na obszarach lesistych położonych blisko pól uprawnych. Wrona jednobarwna buduje gniazda na gałęziach drzew rodzajów takich, jak Palaquium, Calophyllum i Canarium oraz Lithocarpus. Gniazdo to platforma z zagłębieniem składająca się z luźno rozrzuconych suchych gałązek różnej grubości (najbardziej cienkie z nich są wykorzystywane do wyłożenia gniazda od środka). W znalezionych gniazdach widziano do 3 jaj. Zaobserwowano, że młode wrony jednobarwne w trakcie pierzenia są karmione przez rodziców stawonogami, a dorosłe osobniki spożywają m.in. termity.

### Głos
Wrona jednobarwna w grupach wydaje przez około 2–3 sekundy trzeszczący dźwięk kruik, kruik, kruik, kruik składający się zazwyczaj z trzech do czterech nut. Czasem po tym odgłosie następuje gwizd o tonacji opadająco-wznoszącej, który również trwa 2–3 sekundy. W locie może rozbrzmiewać krótsze, trwające 0,8–1,5 sekundy kriuuk... kriuuk z gwiżdżącym brzmieniem.

## Status, zagrożenie i ochrona
Gatunek od roku 2005 niezmiennie klasyfikowany przy każdej aktualizacji danych (ostatnia z roku 2017) jako krytycznie zagrożony przez Czerwoną księgę gatunków zagrożonych IUCN. Szacuje się, że liczba żyjących osobników dorosłych mieści się w przedziale 50–249 dorosłych osobników. Obserwowany jest stały trend spadkowy w rozwoju populacji wrony jednobarwnej. Na zmniejszenie liczebności gatunku miała wpływ najprawdopodobniej m.in. intensywna wycinka lasów w przeszłości oraz rozwój przemysłu wydobywczego i rolnictwa na terytoriach zamieszkiwanych przez wronę jednobarwną. Ze względu na brak udokumentowanych przypadków spotkania wrony jednobarwnej od momentu jej opisania dla nauki, część badaczy uznawała ten gatunek za wymarły, jednak w 2007 roku indonezyjscy biolodzy dokonali ponownego odkrycia wrony jednobarwnej.